# Un certo Smith
Un certo Smith (titolo originale Wolf to the slaughter) è un romanzo giallo scritto da Ruth Rendell pubblicato nel 1998 in Italia, nella collana I Classici del Giallo Mondadori.

## Trama
Anita Margelis, una ragazza di innegabile bellezza, sembra sparita nel nulla. Gli unici indizi che possano rintracciarla sono tutti collegati a quello che sembra avere tutta l'aria di un omicidio. L'ispettore Wexford e la sua squadra cercano di fare luce nella faccenda.

## Personaggi
- Reginald Wexford: ispettore capo della polizia di Kingsmarkham
- Michael Burden : ispettore
- Rupert Margelis: artista sconclusionato
- Mark Drayton: agente investigativo
- Anita Margelis: ragazza disinibita, sorella di Rupert
- Monkey Matthews: pregiudicato
- Linda Glover: commessa
- Ruby Branch: abile domestica e affittacamere

## Opere derivate
Il libro è stato adattato per la serie televisiva Ruth Rendell Mysteries, prima stagione; realizzato in quattro episodi, è andato in onda tra il 2 e il 23 agosto 1987.

## Edizioni
- Ruth Rendell, Un certo Smith, traduzione di Maddalena Damiani, Il Giallo Mondadori n.1800, 1983,  p. 155.
- Ruth Rendell, Un certo Smith, traduzione di Maddalena Damiani, I Classici del Giallo Mondadori n.814, 1998,  p. 236.